# A-2野蠻人攻擊機
A-2野蠻人攻擊機（英語：North American AJ Savage，又稱A-2 Savage）是一款由北美航空為美國海軍研製的艦載中型轟炸機。A-2的主要任務為攜帶原子彈，因此成為當時最重的艦載機。AJ-1於1950年首次投入使用，其中幾架於1953年部署在韓國，作為對北韓的威懾力量。在服役的後期，AJ-1成為輔助機種，改裝成加油機。在被A-3攻擊機取代後，A-2成為測試機，測試範圍包括微重力試飛以及在1960和1970年代測試新型噴氣發動機。

## 發展

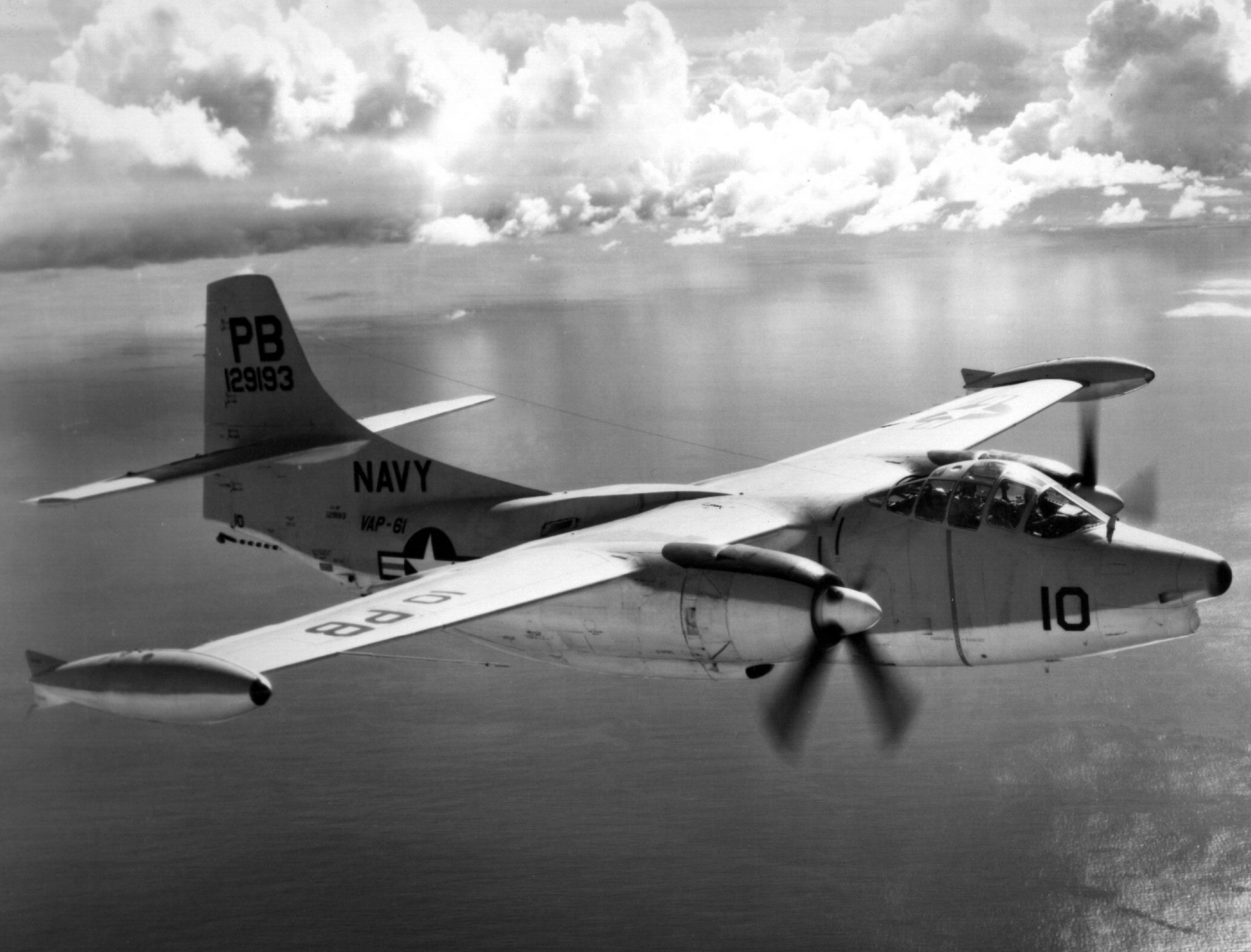
一架隸屬於VAP-61的AJ-2P

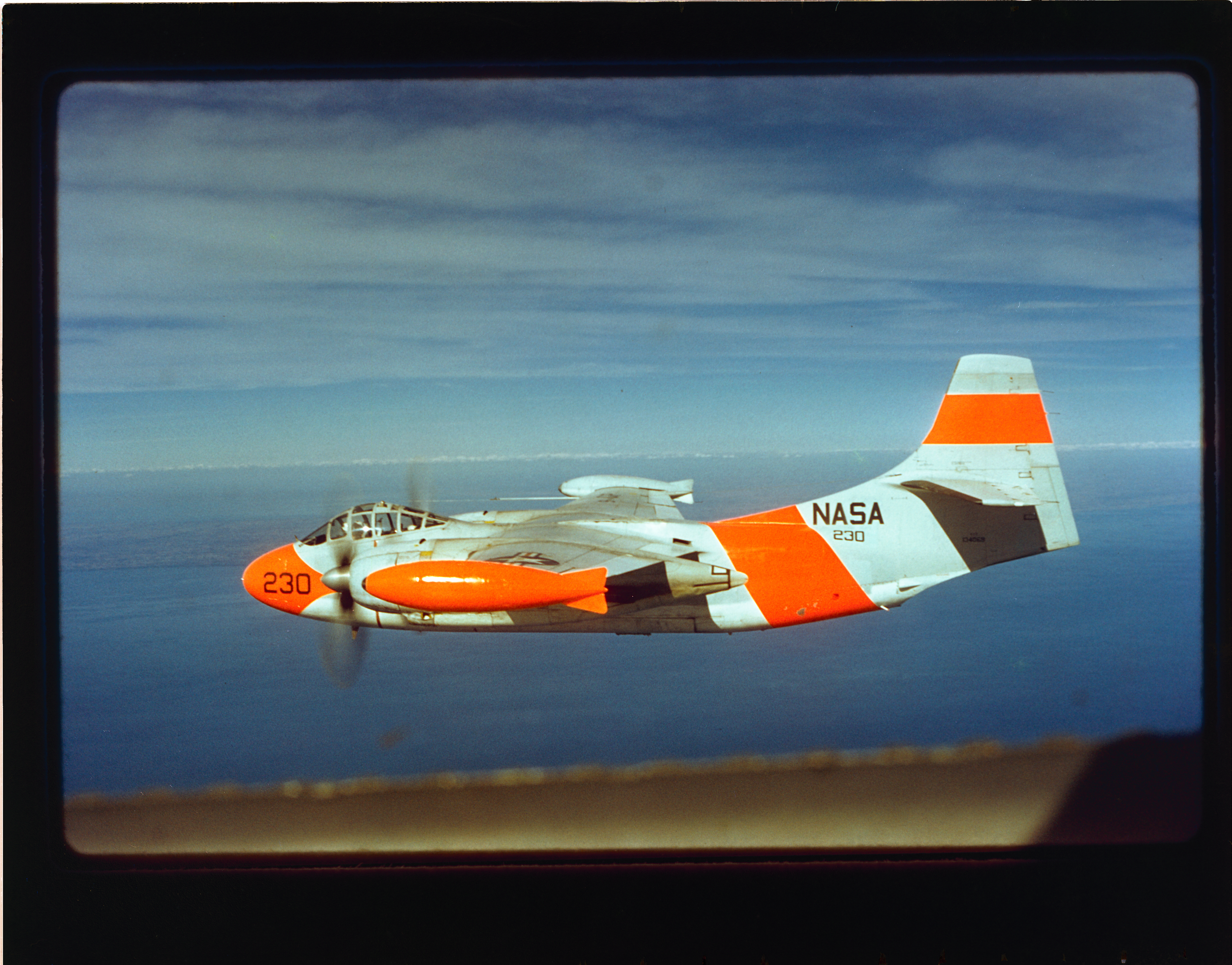
微重力飛行中的NASAAJ-2

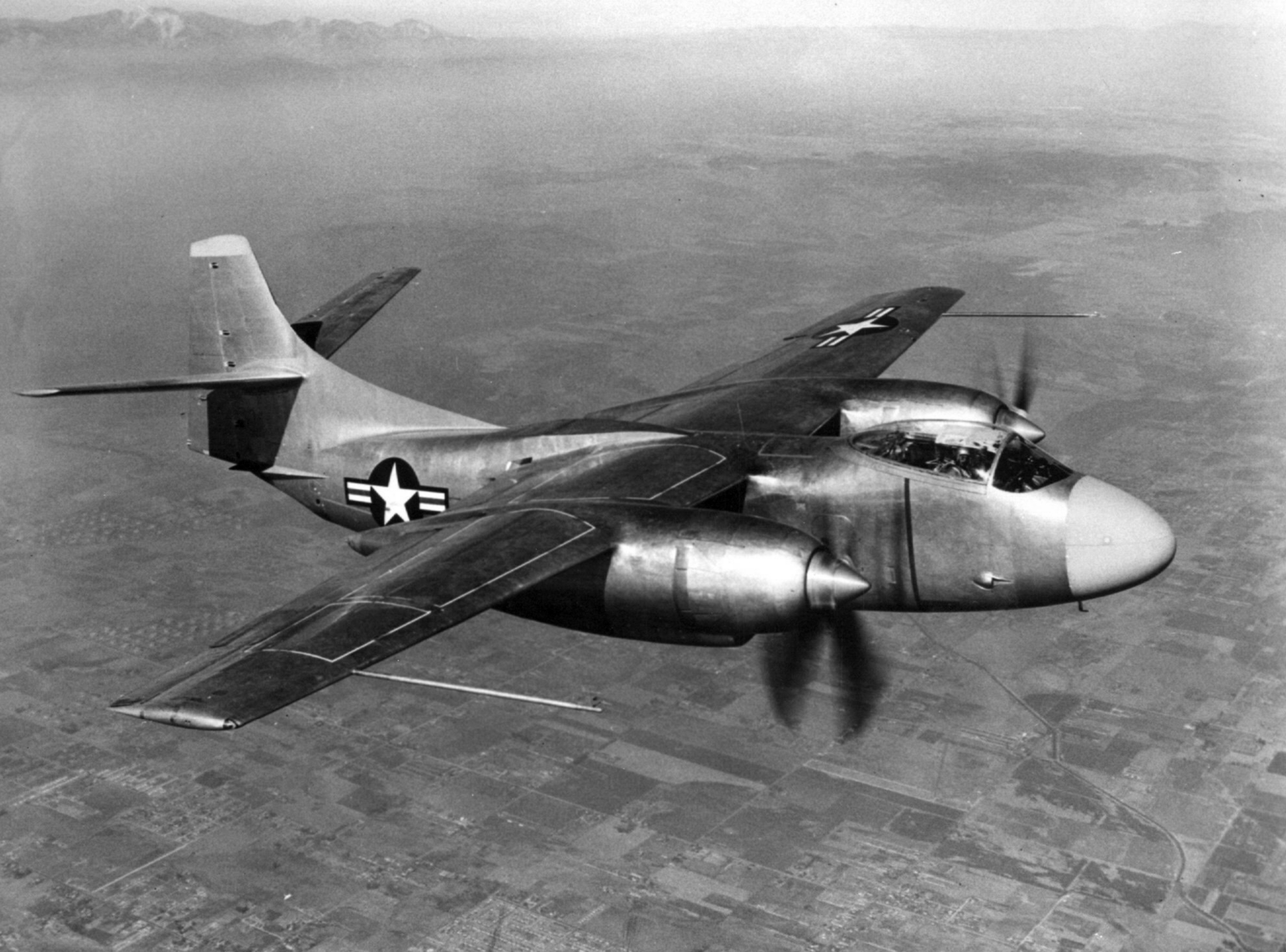
首次試飛的XAJ-1原型機

在第二次世界大戰結束後，美國海軍於1945年8月13日啟動一項專案，要求開發一款可攜帶10,000磅（4,536公斤）炸彈的艦載轟炸機，而後北美航空成功入選。方案提出後不久，海軍決定該機型需額外具備投放原子彈的能力，要求AJ-1能攜帶最新款的Mk 4原子彈。1946年6月24日，海軍簽訂了製造三架XAJ-1原型機及一架靜態測試機的合約。首架原型機於兩年後的1948年7月3日首飛。
同年，美國海軍啟動了一個過渡性計劃，使用P-2海王星巡邏機攜帶簡化版的全鈾“槍式”設計核彈“小男孩原子彈，以填補AJ-1服役前的空檔。海王星使用火箭助推起飛，但無法在航母上降落；完成任務後必須在海上棄機或飛往基地降落。
AJ-1是一款三座高單單翼機，採用前三點式起落架。為適應航母操作，其外翼部分及尾翼可手動摺疊。該機配備兩具普惠R-2800-44W活塞發動機，發動機艙內裝有大型渦輪增壓器。此外，機身後部安裝了一具艾利森J33-A-10渦輪噴射引擎。噴氣發動機主要用於起飛及接近目標時的加速，空氣由機身頂部的進氣口進入，平時進氣口關閉以減少阻力。
為簡化燃料系統，噴氣發動機使用活塞發動機的航空汽油而非航空煤油。機身內部配有一個201美制加侖（760升；167英制加侖）的自封油箱，每側機翼各有一個508美制加侖（1,920升；423英制加侖）的油箱。飛機通常攜帶300美制加侖（1,100升；250英制加侖）的翼尖油箱，並可在炸彈艙內容納三個油箱，總容量達1,640美制加侖（6,200升；1,370英制加侖）。除12,000磅（5,400公斤）的炸彈載荷外，該轟炸機未配備其他武裝。

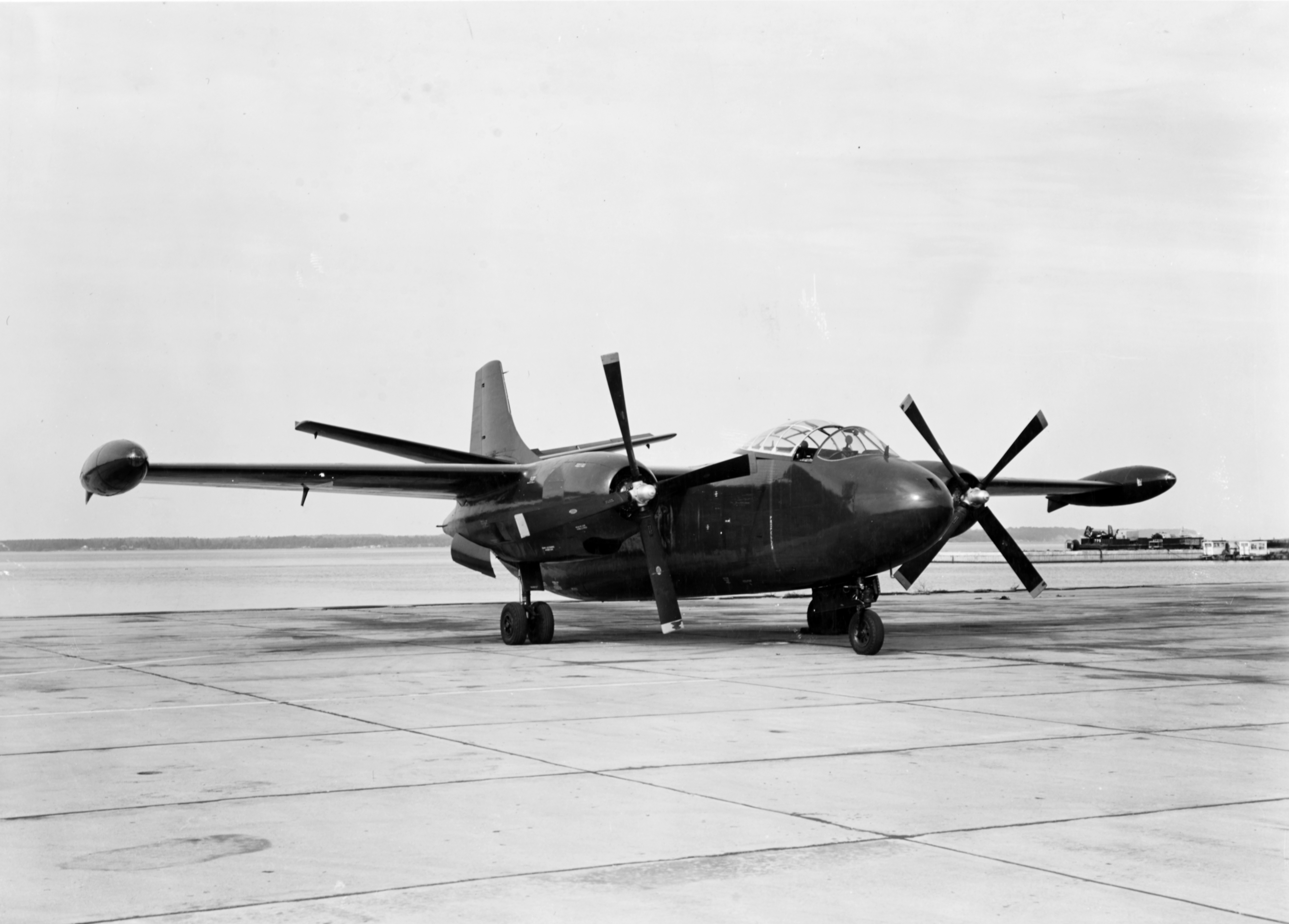
AJ-1野蠻人攻擊機

在測試期間，三架原型機中的兩架墜毀，但早在兩架墜毀之前，美軍就已於1947年10月6日下定第一批訂單。XAJ-1原型機與量產型間最顯著的差異是駕駛艙進行了修改，增加了一個單獨隔間以容納第三名機組人員。首架量產轟炸機於1949年5月首飛，而第5艦隊混合中隊於同年9月成為首支接收野蠻人的部隊。該中隊與海軍航空測試中心合作進行測試與評估，加快野蠻人的服役進程。1950年4月21日和8月31日，AJ-1分別在珊瑚海號航空母艦上完成了首次起飛與著陸。
野蠻人的照相偵察版本最初稱為AJ-1P，後改名為AJ-2P，並於1950年8月18日下訂生產。該型號配備了改進版的R-2800-48活塞發動機，並重新設計了尾部，將尾翼高度增加了1英尺（30厘米）。此外，尾部水平穩定器的12°上反角被取消，方向舵增大，導致機體略有加長。早期的AJ-2P是三人機組，但後期型在上層駕駛艙增加了一名面朝後的第四名機組成員。該型號的內部燃油容量也有所增加。飛機的機頭重新設計，新增了一個突出的「下巴」，以容納一個前向傾斜攝影機，並可在炸彈艙中安裝多種類型的傾斜與垂直攝影機。此外，還可攜帶閃光炸彈，用於夜間攝影任務。
AJ-2型轟炸機整合了AJ-2P後期型的所有改進，並於1951年2月14日下訂了55架。AJ-2取消了第三名機組成員的獨立隔間，但保留了AJ-2P駕駛艙中的第三個座位。大約在1954年，NATC對XAJ-1原型機進行改裝，用於探空加油測試，採用探管與錐套加油系統配置。該機型的渦輪噴氣發動機被移除，加油軟管與錐套從渦輪噴氣發動機的原排氣口延伸出來。而正是加油機的版本則保留了渦輪噴氣發動機，但炸彈艙門經過改裝以容納加油軟管與錐套。1954年底，改裝後的A-2正式用於加油任務。

### 操作歷史

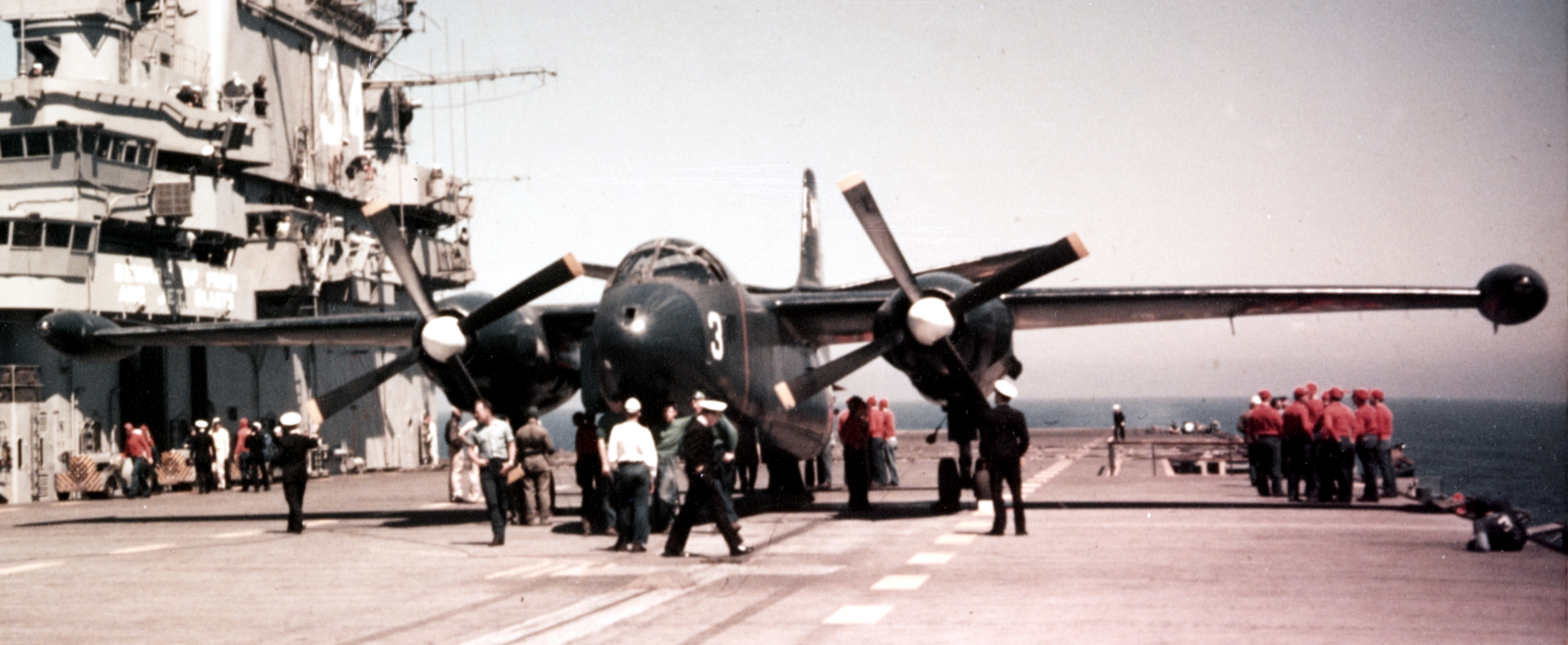
降落在奧里斯卡尼號航空母艦上的AJ-1

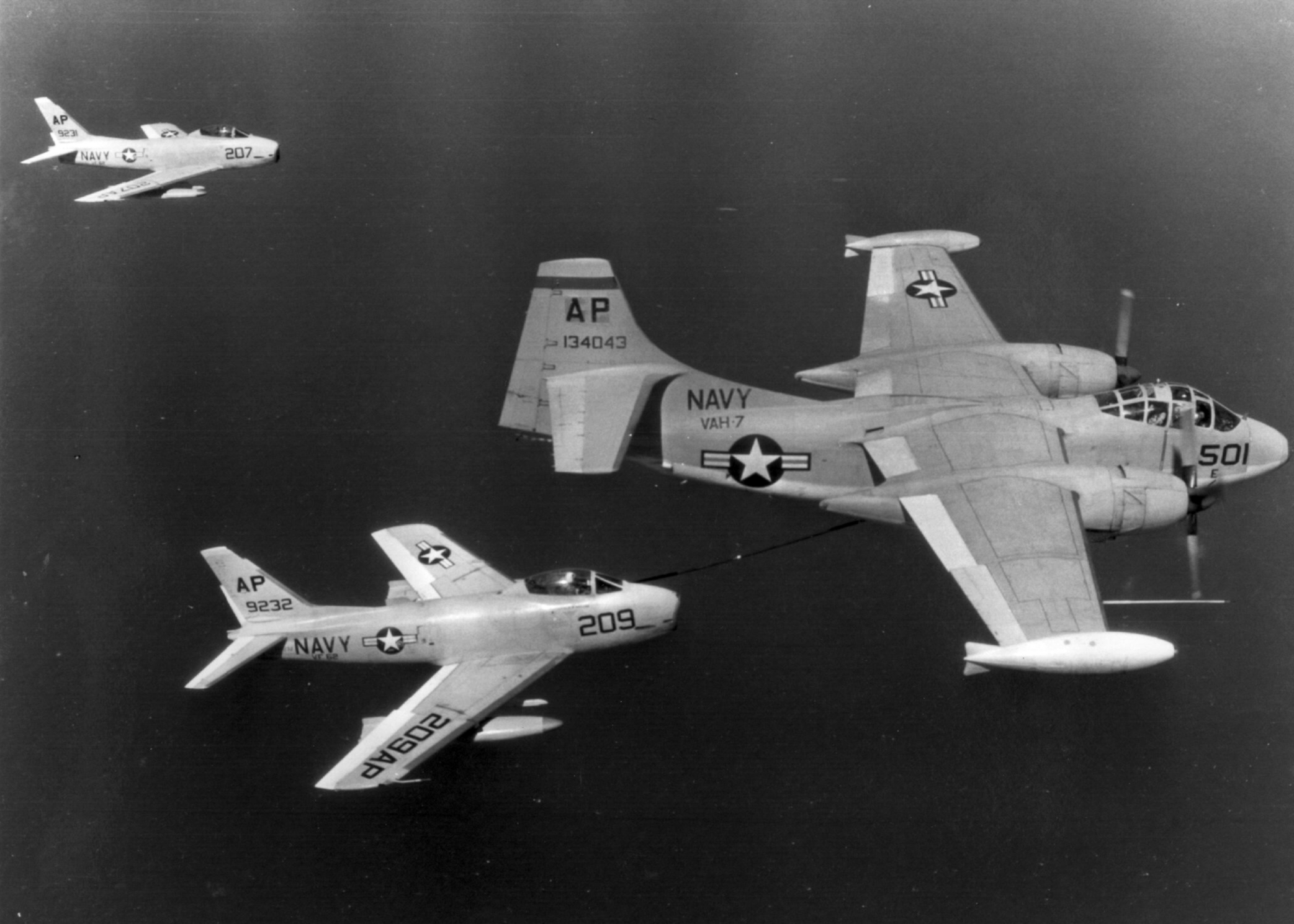
一架正在替FJ-3M空中加油的AJ-2

歸咎於AJ-1過大的體積，當首次進行部署時，只有中途島級航空母艦才能容納，而後在艾塞克斯級航空母艦經過現代化改裝以及新建成的福萊斯特級航空母艦出現後，AJ-1才有更寬裕的部屬空間。由於該機笨重的體型以及複雜的設計，一直都不受後勤官兵喜愛，包括必須使用便攜式液壓泵手動折疊的機翼。更有飛行員指出，該機雖然流暢，如戰鬥機一般，但該機也十分不可靠，可能是因為在所有問題都解決之前就匆忙投入生產。
AJ-1服役的初期，中隊通常會派遣分遣隊至摩洛哥的萊奧提海軍航空站，作為第六艦隊的一部分，並在需要時將轟炸機搭載至部署在地中海的航空母艦上。在遭受威脅時，便能攜帶核彈，從航空母艦起飛，略過保加利亞和羅馬尼亞後，爬升至最高處釋放核彈，然後俯衝至低空飛離。

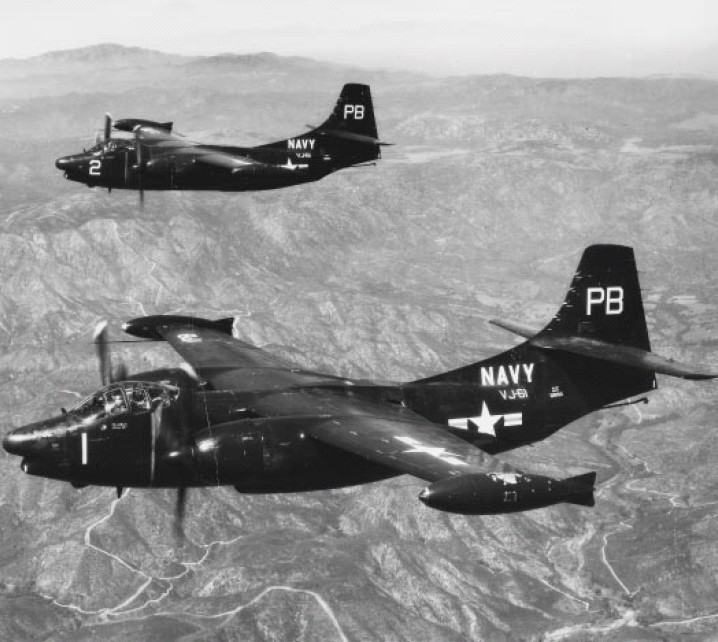
兩架VAP-61的AJ-2P

AJ-2P部署在第61攝影中隊 61（VJ-61）和第62攝影中隊 62（VJ-62），這兩個中隊於1956年7月2日重新命名為重型攝影中隊VAP-61和VAP-62。VJ-61隸屬太平洋艦隊，VJ-62隸屬大西洋艦隊。這些中隊從未以完整單位部署，而是以1至3架飛機的小分隊執行任務。在朝鮮戰爭期間，VJ-61的「女王分遣隊」（Detachment Queen）駐紮在菲律賓的桑利角海軍基地，執行針對中國和朝鮮的偵察任務。戰後該分遣隊持續執行任務，至少到1954年6月。1959年起，這些中隊的AJ-2被A3D-2P所取代，並於1960年1月執行最後一次任務。在1962年美國國防部統一所有軍用飛機系列編號後，AJ-1和AJ-2分別重新命名為A-2A和A-2B。
三架AJ-2於1960年1月至1964年9月間借給NASA作為減重力飛機，隨後在消防訓練中被摧毀。AJ Air Tankers, Inc.在 1960 年初購買了三架 AJ-1，改裝作為消防飛機使用。在運送到加州的途中移除了其渦輪噴氣引擎，其中一架飛機在飛行途中墜毀。剩餘的兩架在交付後完成全面改裝，可攜帶2,000美制加侖（7,600升；1,700英制加侖）的阻燃劑。改裝後的AJ-2於1961年首次執行任務。1967年9月，其中一架在起飛時因引擎故障墜毀，最後一架僅在執行了幾次任務後，於1968至1969年間被拆解。
至少還有另一架AJ-2也被改裝成消防飛機，後來於1970年被萊康明公司購買，用於測試自家的YF102渦扇發動機。AJ-2在經過一年的維護以及重新將J33安裝回尾翼後，飛到萊康明位於康乃狄克州斯特拉特福德的機場進行測試。由於YF102過於龐大，無法完全放入彈艙內，因此被安裝在一個可伸縮的機構上，測試期間可降至機身下方進行測試。在1972年進行半年的測試以及1979年民用版的測試後。維修部門在1984年的例行維修時，發現翼梁上多處鉚釘鬆動，進一步檢查發現蒙皮開始與翼梁分離。由於修復成本過高，萊康明最後將該機贈送給國家海軍航空器博物館，並於1984年5月9日飛抵位於佛羅里達州彭薩科拉的彭薩科拉海軍航空基地。

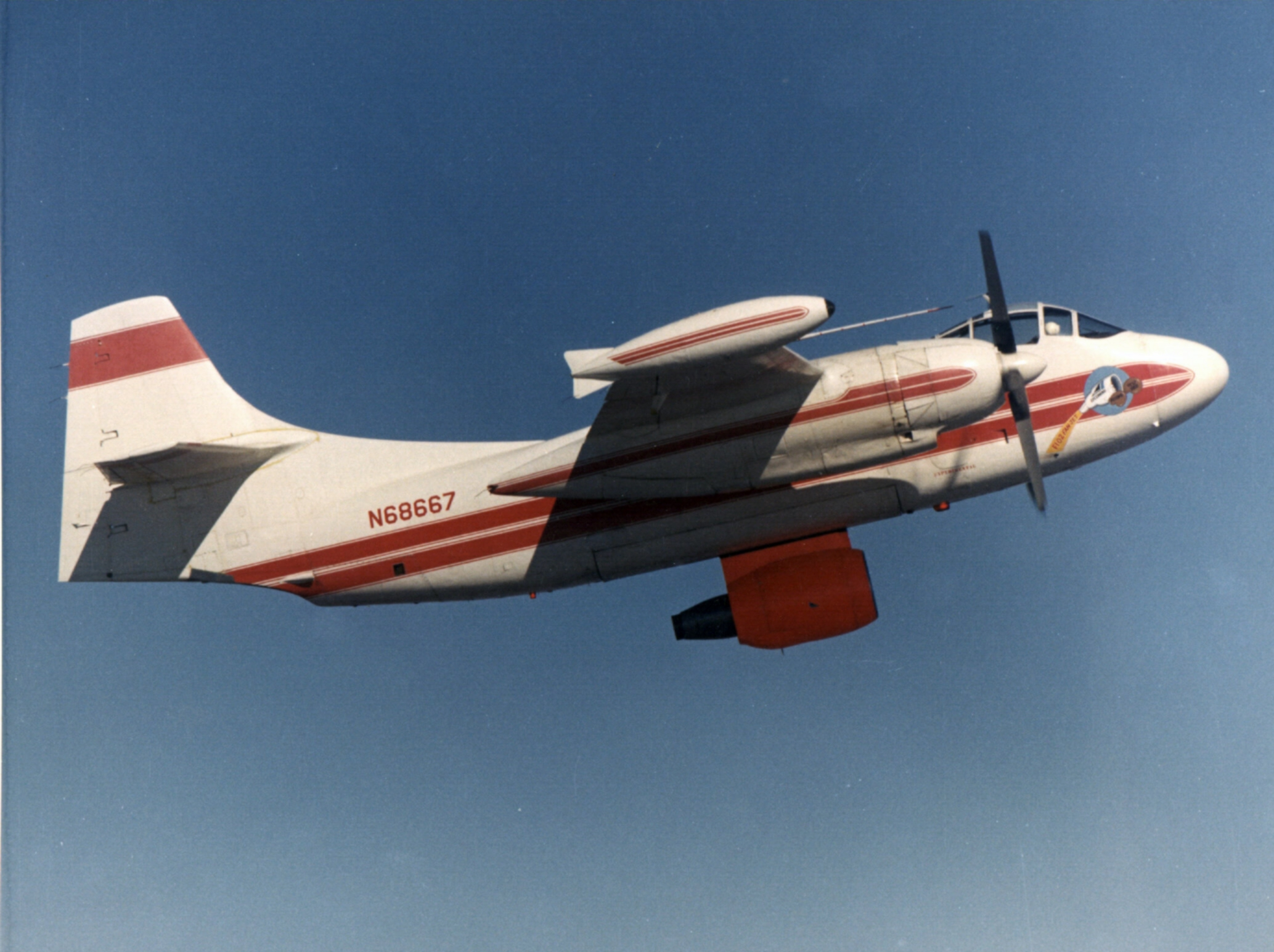
The Avco Lycoming Savage with the YF102 extended

## 型號

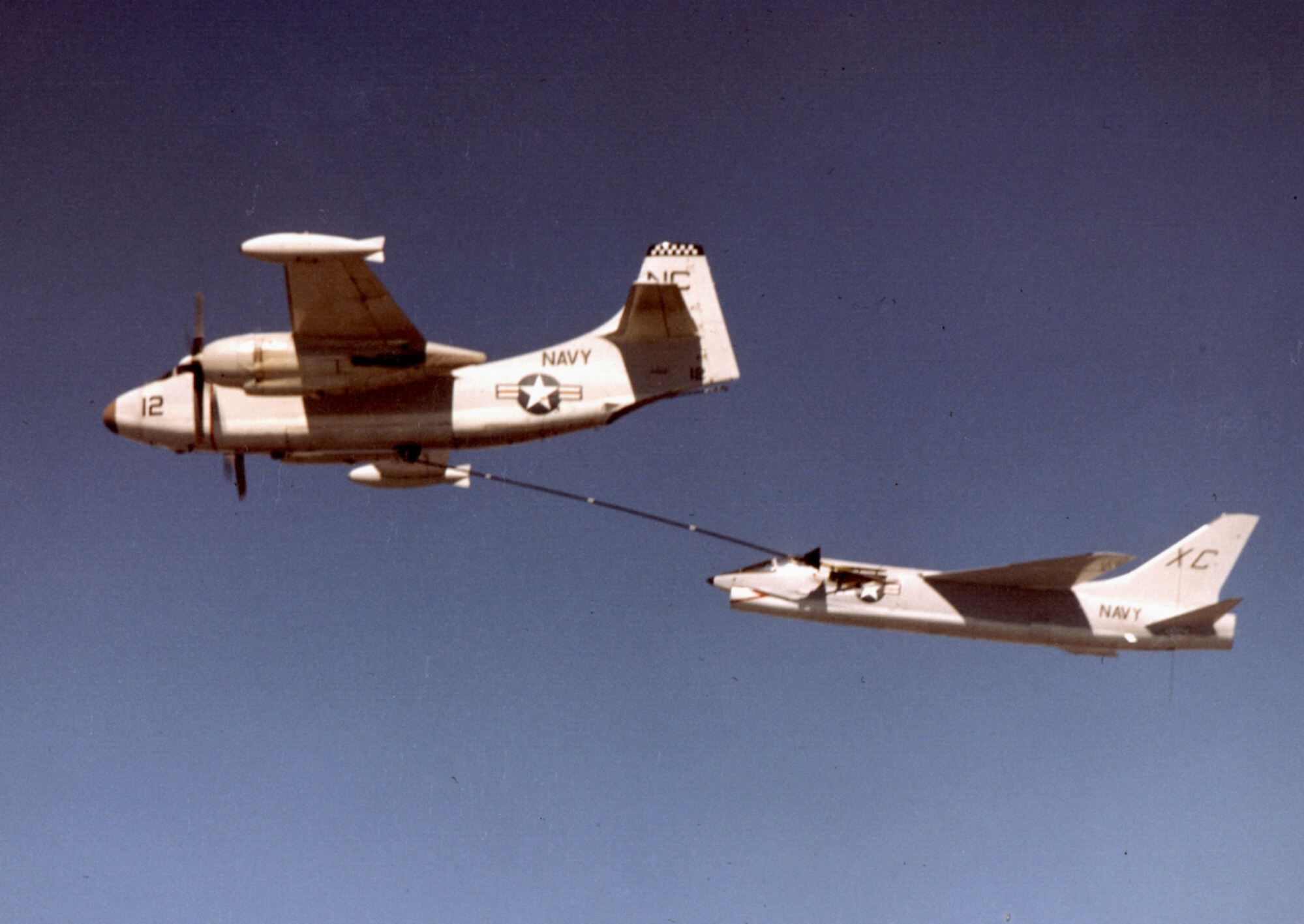
正在為一架F-8戰鬥機加油的AJ-2

XAJ-1
原型機，裝配2具P2,300 hp (1,715 kW)普惠R-2800-44星型發動機和1具J33-A-10發動機，共3架
AJ-1 (A-2A)
初始量產版本，裝配2具2,400 hp (1,790 kW)R-2800-44W星型發動機和1具J33-A-10發動機，共55架，並於1962年改名成A-2A
AJ-2 (A-2B)
升級版本，裝配兩具2,500 hp (1,864 kW)R-2800-48星型發動機和1具J33-A-10，同時機身加長和尾翼增高，以提升燃油量和航程。共55架，並於1962年重新命名成A-2B
AJ-2P
相機偵查的版本，共30架
NA-146
3架供美國海軍進行測試的原型機的公司內部名稱（也就是XAJ-1）
NA-155
XAJ-1的開發方案，只有模型
XSSM-N-4 Taurus
提議作為無人對地版本的地對地飛彈，於1948年取消，並且未建成任何樣機

## 註記
1. ↑  Mark 4是美軍投放在長崎市的Mk3胖子原子彈後續量產升級版本。
2. ↑  P-2成為首款艦載核轟炸機
3. ↑  該中隊經常為海軍以外的機構提供攝影製圖服務，例如陸軍地圖服務部（英语：Army Map Service）、美國陸軍工兵部隊、美國海岸與大地測量局（英语：United States Coast and Geodetic Survey）、美國內政部與農業部。
4. ↑  YF102的民用版本為ALF502，於1979年底至1980年初進行測試

### 書目
- Chorlton, Martyn. North American – Company Profile 1928–1996. Cudham, Kent, United Kingdom: Kelsey Publishing, 2013. ISBN 978-1-907426-61-2.
- Ginter, Steve. North American AJ-1 Savage (Naval Fighters Number 22). Simi Valley, California: Steve Ginter, 1992. ISBN 0-942612-22-1.
- Grossnick, Roy A. . Washington, DC: Naval Historical Center, Department of the Navy. 1995  [26 November 2021]. ISBN 0-945274-29-7. （原始内容存档于2024-08-11）.
- Kernahan, George. . Aeromilitaria. No. 4 (Air-Britain). 1990: 95–102.
- Johnson, E.R. American Attack Aircraft Since 1926. Jefferson, North Carolina: McFarland, 2008. ISBN 978-0-7864-3464-0.
- Miller, Jerry. Nuclear Weapons and Aircraft Carriers: How the Bomb Saved Naval Aviation. Washington, D.C.: Smithsonian Institution Press, 2001. ISBN 1-56098-944-0.
- Parsch, Andreas. North American SSM-N-4 Taurus （页面存档备份，存于）. Directory of U.S. Military Rockets and Missiles, Appendix 1: Early Missiles and Drones. Designation-Systems. Accessed 17 December 2017.
- Standard Aircraft Characteristics: AJ-1 "Savage". 的存檔，存档日期2016-03-03. Washington, D.C.: United States Navy, 30 June 1957.
- Swanborough, Gordon and Peter M. Bowers. United States Navy Aircraft Since 1911. London: Putnam, 3rd ed., 1990. ISBN 0-85177-838-0.
- Wilson, Stewart. Combat Aircraft Since 1945. Fyshwick, Australia: Aerospace Publications, 2000. ISBN 1-875671-50-1.

## 外部連結
- List of A-2s on AeroWeb
- Wooster's Comprehensive list